# São Lourenço das Missões
 (mai 2023).
Si vous disposez d'ouvrages ou d'articles de référence ou si vous connaissez des sites web de qualité traitant du thème abordé ici, merci de compléter l'article en donnant les références utiles à sa vérifiabilité et en les liant à la section « Notes et références ».
São Lourenço das Missões est une des sept missions jésuites du territoire brésilien. C'est là que se trouvent les ruines de celle de São Lourenço Mártir (Saint Laurent le Martyr), réduction fondée par le Père Bernardo de La Veiga en 1690. Elle fut peuplée de personnes venant de la réduction de Santa Maria, en Argentine. Sa population dépassa les 6 400 habitants en 1731.
Son église abritait une grande image de Saint Laurent, son patron, que l'on peut voir dans le Musée des missions de São Miguel das Missões. Sur le site archéologique, il est possible d'admirer les restes de l'église, du cimetière, du collège et d'autres vestiges en partie recouverts par la végétation. Il y a aussi une exposition montrant les résultats des fouilles archéologiques réalisées à São Lourenço.